# Jacob van Bochoven
Jacob (Jaap) van Bochoven (Oud-Beijerland, 29 januari 1932 – aldaar, 14 juni 2023) was een Nederlands politicus van de CHU en later het CDA.

## Loopbaan
Bochoven werd in 1965 gemeentesecretaris van Nieuwerkerk aan den IJssel. Begin 1973 volgde zijn benoeming tot burgemeester van Fijnaart en Heijningen. In februari 1980 werd Van Bochoven burgemeester van De Lier, wat hij tot 1993 zou blijven.
Hij overleed in 2023 op 91-jarige leeftijd.